# Shadowhunters - Le origini. Il principe
Shadowhunter - Le origini: Il Principe è un libro urban fantasy scritto da Cassandra Clare ed è stato pubblicato in inglese il 6 dicembre 2011, in italiano nel 2012. È il secondo libro della saga Shadowhunters - Le Origini.

## Trama
Dopo il fallimento con De Quincey e Mortmain viene convocata una riunione d’emergenza del Consiglio per tutti i cacciatori di Londra e, durante questo incontro, Benedict Lightwood, un ricco Shadowhunter di nobili origini, sfida Charlotte a trovare Mortmain entro due settimane, altrimenti prenderà il suo posto come direttore dell'Istituto.
Per riuscire a rintracciare il Magister, i Cacciatori dell’Istituto cominciano ad indagare sul suo passato, scoprendo che, molti anni prima, l’uomo aveva presentato al Consiglio una richiesta di risarcimento per l'ingiusta uccisione dei suoi genitori adottivi, due stregoni, ad opera di alcuni membri dell’Istituto di York. Tessa, Jem e Will si recano quindi all'Istituto di York per incontrare Aloysius Starkweather, direttore dell'Istituto e vecchio amico del padre di Charlotte. Una volta lì, i tre scoprono poco e niente, anche se la ragazza si trasforma nell'uomo per ottenere i suoi ricordi.
Nel frattempo, Jem confessa a Tessa i suoi sentimenti per lei e la ragazza inizia a rendersi conto che lo considera più di un amico.
Una notte, Tessa partecipa ad un ricevimento a casa dei Lightwood con le sembianze di Jessamine e scopre che quest'ultima stava per incontrarsi con Nate (Sophie l'aveva stordita e legata dopo averla scoperta a uscire di nascosto) e che Benedict, oltre ad intrattenersi illecitamente con demoni donne, lavora per Mortmain. Durante la serata del ricevimento, Tessa e Will si baciano nuovamente e lui si dichiara alla ragazza. Successivamente, Will mette a conoscenza Magnus Bane della maledizione che l’ha colpito quando era solo un bambino, la quale ucciderebbe tutti coloro che lo amano, spiegandogli che è per questo motivo che ha respinto e che continua a respingere Tessa. Magnus lo aiuta allora a rintracciare il demone che gli ha lanciato la maledizione e Will scopre, con un certo sgomento, che in realtà essa non è mai esistita. Quando però il ragazzo finalmente decide di farsi avanti, Tessa gli comunica a malincuore che si è fidanzata con Jem.
I Fratelli Silenti, usando la Spada mortale su Jessamine (la Spada obbliga a raccontare tutta la verità), scoprono che la Cacciatrice è diventata una spia del Magister, del suo matrimonio segreto con Nate e anche del suo prossimo incontro con quest'ultimo. Alla fine, Jessamine viene portata nella Città Silente, non prima di aver rivelato a Tessa che è nata dall'unione di un demone ed una Cacciatrice, lasciando la ragazza sgomenta.
Il gruppo tenta di catturare Nate, ma questi muore per sbaglio durante uno scontro con degli automi.
Gideon Lightwood, figlio maggiore di Benedict, decide di tradire il padre perché non approva il suo comportamento e rivela agli altri Cacciatori che l'uomo è affetto da sifilide demoniaca, causata dai suoi rapporti illeciti con i demoni. Charlotte ricatta quindi Benedict, dicendogli che metterà il Consiglio a conoscenza di tutti i suoi segreti se non rinuncerà alle sue mire nei confronti dell'Istituto.
Quella sera, durante i festeggiamenti per la riconferma di Charlotte come direttrice, si presenta all'Istituto Cecily Herondale, sorella minore di Will, mentre Tessa e Jem comunicano a tutti di essersi fidanzati, spezzando il cuore del ragazzo.